# Enrique Laygo
Enrique Laygo y Kalaw (ur. 16 czerwca 1897 w Lipie, zm. 28 czerwca 1932 w Manili) – filipiński pisarz i dziennikarz tworzący w języku hiszpańskim.

## Życiorys
Urodził się w Lipie w dzisiejszej prowincji Batangas. Kształcił się w jezuickim kolegium świętego Ksawerego, następnie w prestiżowym manilskim Ateneum, które ukończył w 1916 roku. Studiował prawo, jednak nigdy nie podjął pracy w zawodzie. Poświęcił się dziennikarstwu, wchodząc do zespołu redakcyjnego dziennika „El Filipino” kierowanego przez Claro M. Recto. Po zamknięciu tego pisma, na zaproszenie Manuela Bernabé, podjął pracę w „La Vanguardii”. Na jego łamach publikował niektóre ze swych wierszy, przede wszystkim jednak swoje opowiadania. Kierował działem wydawniczym filipińskiej Biblioteki Narodowej. Jednocześnie pracował w „El Debate”, dzienniku porannym założonym i kierowanym przez Francisco Varonę i Ramóna A. Torresa. Współpracownik rozmaitych hiszpańskojęzycznych pism ukazujących się na Filipinach, między innymi „Excelsior”, na łamach którego publikował opowiadania i nowele.
Aktywny twórczo w okresie nazywanym złotym wiekiem filipińskiej literatury hiszpańskojęzycznej. Nagradzany w wielu konkursach literackich. W 1925 otrzymał prestiżową Nagrodę Zobla za zbiór opowiadań zatytułowany Caretas. Sześć lat później wydał kolejny zbiór, na który złożyły się teksty publikowane w „Excelsiorze”. Ponownie nosił on tytuł Caretas. Przedmowę doń napisał Rafael Palma.
Pamiętany z ostrego i bezpośredniego języka. Został zastrzelony, prawdopodobnie z powodu swoich kontrowersyjnych artykułów prasowych.